# Uništa (Višegrad)
Uništa (în sârbă Уништа) este un sat din comuna Višegrad, Republica Srpska, Bosnia și Herțegovina. În anul 2013 avea o populație de 15 locuitori.

## Geografie
Satul Uništa se află pe malul râului Drina, chiar deasupra orașului Višegrad.

## Istorie
Locuitorii satului Uništa au fost inițial sârbi, care s-ar fi convertit în majoritate la islamism la începutul secolului al XVI-lea.

## Demografie
|           | 1971        | 1981        | 1991        | 2013        |
| Populație | 42 (100,0%) | 45 (100,0%) | 56 (100,0%) | 15 (100,0%) |
| Bosniaci  | 41 (97,62%) | 39 (86,67%) | 44 (78,57%) | -           |
| Sârbi     | 1 (2,381%)  | 6 (13,33%)  | 8 (14,29%)  | -           |
| Iugoslavi | -           | -           | 3 (5,357%)  | -           |
| Alți      | -           | -           | 1 (1,786%)  | -           |

## Mențiuni literare
Cătunul Uništa este menționat în romanul E un pod pe Drina… (1945) al scriitorului sârb bosniac Ivo Andrić, ca fiind locul de proveniență al țăranului Radislav, luat de turci să muncească cu forța la construirea podului Mehmed Paša Sokolović (1571-1577) peste râul Drina și apoi tras în țeapă pe schela cea mai înaltă pentru că ar fi provocat intenționat stricăciuni podului.